# Phyllanthus indofischeri
Phyllanthus indofischeri là một loài thực vật có hoa trong họ Diệp hạ châu. Loài này được Bennet miêu tả khoa học đầu tiên năm 1983.